# Appel du 18 Juin
Pour les articles homonymes, voir Appel du 18 Juin (homonymie).
L'appel du 18 Juin est le premier discours prononcé par le général de Gaulle à la radio de Londres, sur les ondes de la BBC, le 18 juin 1940. Ce discours est une réponse au discours radiophonique du 17 juin 1940 du maréchal Pétain (12 h 20), quand celui-ci est devenu président du Conseil.
De Gaulle s'adresse à tous les militaires, ingénieurs ou ouvriers français spécialistes de l'armement qui se trouvent en territoire britannique à se mettre en rapport avec lui, pour continuer le combat contre le Troisième Reich. Il prédit aussi la mondialisation de la guerre.
Très peu entendu sur le moment, l'appel donne lieu à la publication le 19 juin dans le Times et le Daily Express de la version écrite issue du ministère de l'Information du Royaume-Uni, reprise par quelques journaux français. Il est considéré comme le texte fondateur de la Résistance française, dont il demeure le symbole.
Comme le discours n'est pas enregistré, la version sonore connue est celle de l'appel du 22 juin 1940, jour de l'Armistice, qui comporte un texte similaire, mais remanié. Une version filmée est réalisée encore plus tard, le 2 juillet 1940, pour les actualités cinématographiques. L'affiche qui en est issue comporte aussi un texte différent, car il s'agit d'une proclamation publiée le 5 août 1940 et placardée seulement dans quelques rues de Londres.

## Historique
Charles de Gaulle arrive à Londres le 17 juin 1940 avec l'intention de négocier avec les Britanniques, alliés de la France, la poursuite de la guerre, après avoir exposé son plan à Paul Reynaud. Il rencontre le Premier ministre britannique, Winston Churchill, dans l'après-midi. De Gaulle expose son projet de maintenir la France dans le combat même en cas de fin des combats décidée par le gouvernement installé à Bordeaux. Il émet le souhait de pouvoir s'exprimer à la radio dès que la nouvelle de la demande d'armistice tombera. Churchill donne son accord de principe et met à disposition la BBC. À l'époque, la BBC émet en grandes ondes sur 1 500 m de longueur d'onde et en petites ondes sur 265 m. Elle a un rayonnement international qui lui permet de diffuser en Europe, et donc en France. En grandes ondes, la radio du Luxembourg et celle de Londres figurent parmi le peu d'émetteurs reçus par les postes de radio,.
Le 17 juin à 12 h 30, Philippe Pétain, nouveau chef du gouvernement français, fait un discours officiel à la radio où il annonce qu'il faut cesser le combat et son intention de demander à l'ennemi la signature d'un armistice. Churchill et de Gaulle conviennent dès lors que le second s'exprimera dès le lendemain sur les ondes. Mais le Premier ministre, vieux partisan de la fermeté contre Adolf Hitler et de la poursuite de la lutte, doit, aidé en cela par Edward Spears, écarter les réticences de certains membres du cabinet, notamment le ministre des Affaires étrangères Edward Frederick Lindley Wood (Lord Halifax), Neville Chamberlain et Clement Attlee, qui ne veulent pas gêner les négociations engagées par le gouvernement Pétain et souhaitent attendre de voir s'il va effectivement signer l'armistice,.
Dans l'après-midi du 18 juin, Élisabeth de Miribel, dans l'appartement que de Gaulle et son aide de camp Geoffroy Chodron de Courcel occupent à Seamore Place à Londres, tape à la machine le texte du discours, dont le général de Gaulle a rédigé un premier brouillon dès le 17 juin à Bordeaux au petit matin. De Gaulle transmet les éléments de son discours au ministre de l’Information Duff Cooper qui en communique le projet à Churchill,. L'après-midi, le général corrige son texte « en fumant cigarette sur cigarette ».
Le gouvernement britannique impose toutefois des corrections,. Après avoir déjeuné le jour même avec Duff Cooper, ministre britannique de l’Information, le général de Gaulle doit rendre son texte plus neutre, le cabinet de guerre britannique voulant ménager le nouveau chef du gouvernement français : le début du discours évoquant la trahison du gouvernement de Pétain qui s'est « mis en rapport avec l'ennemi » est modifié,. La version réellement prononcée sera longtemps occultée, car c'est la version écrite originale qui sera publiée dans le Bulletin officiel des Forces françaises libres du 15 août 1940, dans le premier numéro du Journal officiel de la France libre le 20 janvier 1941, puis dans les Mémoires de guerre, et dans l'ensemble des recueils de discours du général de Gaulle.
De Gaulle lit son discours sur les antennes de la BBC à Broadcasting House à 18 h, heure locale, le mardi 18 juin 1940 ; le discours est annoncé dans le programme de la BBC à 20 h 15 et diffusé à 22 h.
Le texte issu du Ministry of Information (MOI) est communiqué par la BBC à la presse britannique du lendemain, il est publié par The Times du 19 juin 1940, page 6 col.  3, et le Daily Express, et repris par quelques journaux régionaux français, Le Petit Provençal à la une (colonnes 5 et 6) de son édition de Marseille du mercredi 19 juin 1940.

## Le texte publié dans la presse le lendemain
Le texte du discours commence par ces deux premières phrases d'introduction :

« Le Gouvernement français a demandé à l’ennemi à quelles conditions honorables un cessez-le-feu était possible. Il a déclaré que, si ces conditions étaient contraires à l’honneur, la dignité et l’indépendance de la France, la lutte devait continuer,. »

Le texte qui a été publié par la suite par de Gaulle est présenté comme une restitution du projet original qu'il avait dû modifier à la demande du gouvernement britannique :

« Les Chefs qui, depuis de nombreuses années sont à la tête des armées françaises, ont formé un gouvernement. Ce gouvernement, alléguant la défaite de nos armées, s'est mis en rapport avec l'ennemi pour cesser le combat.
Certes, nous avons été, nous sommes submergés par la force mécanique terrestre et aérienne de l'ennemi. Infiniment plus que leur nombre, ce sont les chars, les avions, la tactique des Allemands qui nous font reculer. Ce sont les chars, les avions, la tactique des Allemands qui ont surpris nos chefs au point de les amener là où ils en sont aujourd'hui. Mais le dernier mot est-il dit ? L'espérance doit-elle disparaître ? La défaite est-elle définitive ? Non !
Croyez-moi, moi qui vous parle en connaissance de cause et vous dis que rien n'est perdu pour la France. Les mêmes moyens qui nous ont vaincus peuvent faire venir un jour la victoire. Car la France n'est pas seule ! Elle n'est pas seule ! Elle n'est pas seule ! Elle a un vaste Empire derrière elle. Elle peut faire bloc avec l'Empire britannique qui tient la mer et continue la lutte. Elle peut, comme l'Angleterre, utiliser sans limite l'immense industrie des États-Unis.
Cette guerre n'est pas limitée au territoire malheureux de notre pays. Cette guerre n'est pas tranchée par la bataille de France. Cette guerre est une guerre mondiale. Toutes les fautes, tous les retards, toutes les souffrances n'empêchent pas qu'il y a dans l'univers tous les moyens nécessaires pour écraser un jour nos ennemis. Foudroyés aujourd'hui par la force mécanique, nous pourrons vaincre dans l'avenir par une force mécanique supérieure. Le destin du monde est là.
Moi, général de Gaulle, actuellement à Londres, j'invite les officiers et les soldats français, qui se trouvent en territoire britannique ou qui viendraient à s'y trouver, avec leurs armes ou sans leurs armes, j'invite les ingénieurs et les ouvriers spécialistes des industries d'armement qui se trouvent en territoire britannique ou qui viendraient à s'y trouver, à se mettre en rapport avec moi.
Quoi qu'il arrive, la flamme de la résistance française ne doit pas s'éteindre et ne s'éteindra pas. Demain comme aujourd'hui, je parlerai à la radio de Londres,. »

## Le contenu du message radiodiffusé le 18 juin

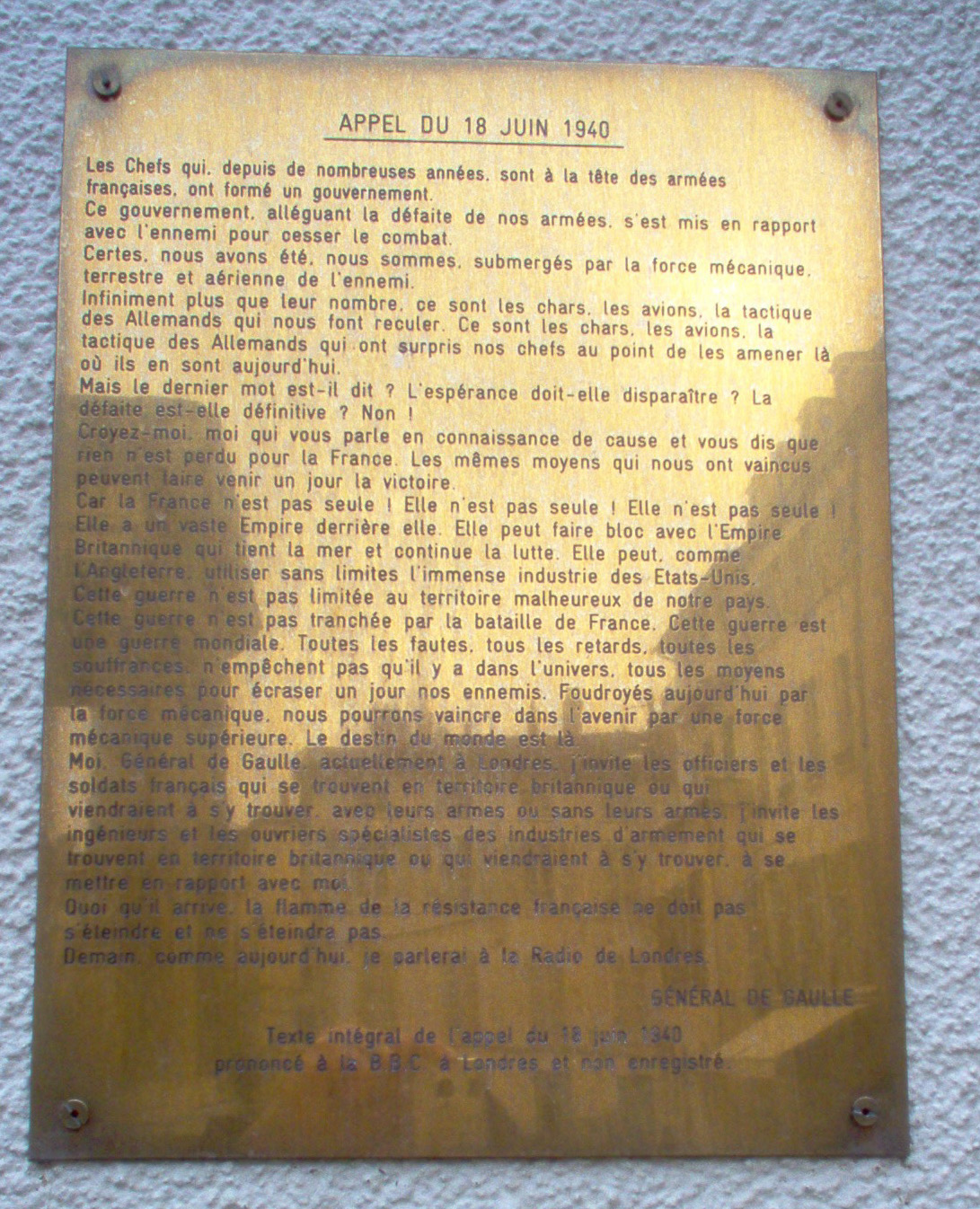
Plaque commémorative à Vienne (Isère) avec le projet de texte non censuré par le gouvernement britannique de l'Appel du 18 Juin.

Ainsi qu'en atteste la seule retranscription établie — en allemand — par les services d'écoutes helvétiques, l'appel, tel qu'il a donc été diffusé ce 18 juin, ne se présente pas comme une rupture avec le Gouvernement français :

« Le Gouvernement français a demandé à l’ennemi à quelles conditions honorables un cessez-le-feu était possible. Il a déclaré que, si ces conditions étaient contraires à l’honneur, la dignité et l’indépendance de la France, la lutte devait continuer,. »

Le général de Gaulle expliquera dans ses Mémoires de Guerre les raisons qui lui ont fait ménager le Gouvernement français dans son appel :

« Pourtant, tout en faisant mes premiers pas dans cette carrière sans précédent, j'avais le devoir de vérifier qu'aucune autorité plus qualifiée que la mienne ne voudrait s'offrir à remettre la France et l'Empire dans la lutte. Tant que l'armistice ne serait pas en vigueur, on pouvait imaginer, quoique contre toute vraisemblance, que le gouvernement de Bordeaux choisirait finalement la guerre. N'y eût-il que la plus faible chance, il fallait la ménager. C'est pour cela que, dès mon arrivée à Londres, le 17 après-midi, je télégraphiai à Bordeaux pour m'offrir à poursuivre, dans la capitale anglaise, les négociations que j'avais commencées la veille au sujet du matériel en provenance des États-Unis, des prisonniers allemands et des transports vers l'Afrique. »

C'est ensuite un appel adressé aux officiers et aux soldats français qui se trouvent déjà sur le territoire britannique, ou qui viendraient à s'y trouver, à prendre contact avec lui afin de poursuivre le combat avec les Britanniques.
Pour le général de Gaulle, la bataille de France, qui vient certes d'être gagnée par les Allemands, ne signifie pas la fin de la guerre. Car « cette guerre est une guerre mondiale » et la France pourra s'appuyer sur la force industrielle de ses alliés et notamment celle des États-Unis. S'adressant aux soldats français, ce message d'espoir se termine par un appel à la « résistance », dont la flamme « ne doit pas s'éteindre et ne s'éteindra pas », faisant entrer le terme dans le vocabulaire politique du XXe siècle.
Pour autant, contrairement à une idée courante, l'appel du 18 Juin n'est pas une invitation générale à constituer des réseaux de résistance sur le territoire français. En militaire, de Gaulle s'adresse avant tout, et de manière explicite, aux militaires (officiers et soldats) et aux spécialistes des industries de l'armement (ingénieurs et ouvriers) en les appelant à appuyer l'effort de guerre du Royaume-Uni. En effet, l'Union soviétique (pacte germano-soviétique) et les États-Unis (en position de neutralité) n'étaient pas alors engagés à soutenir la France.

## Le contexte politico-diplomatique et militaire
L'appel répond au discours radiophonique du 17 juin 1940 fait la veille à 12 h 20 par le maréchal Pétain, devenu président du Conseil :

« À l’appel de Monsieur le Président de la République, j’assume à partir d’aujourd’hui la direction du gouvernement de la France. Sûr de l’affection de notre admirable armée qui lutte, avec un héroïsme digne de ses longues traditions militaires, contre un ennemi supérieur en nombre et en armes ; sûr que, par sa magnifique résistance, elle a rempli ses devoirs vis-à-vis de nos alliés ; sûr de l’appui des anciens combattants que j’ai eu la fierté de commander, sûr de la confiance du peuple tout entier, je fais à la France le don de ma personne pour atténuer son malheur. En ces heures douloureuses, je pense aux malheureux réfugiés, qui dans un dénuement extrême sillonnent nos routes. Je leur exprime ma compassion et ma sollicitude.
C’est le cœur serré que je vous dis aujourd’hui qu’il faut cesser le combat. Je me suis adressé cette nuit à l’adversaire pour lui demander s’il est prêt à rechercher avec moi, entre soldats, après la lutte et dans l’honneur, les moyens de mettre un terme aux hostilités. Que tous les Français se groupent autour du gouvernement que je préside pendant ces dures épreuves et fassent taire leur angoisse pour n’obéir qu’à leur foi dans le destin de la patrie. »

Dans la version écrite de son appel, le général de Gaulle commence par faire le constat de la situation politique dont il a pris connaissance avec consternation la veille à Bordeaux : à la suite de la démission de Paul Reynaud, le gouvernement (où il occupait la place de sous-secrétaire d'État à la Défense et à la Guerre) est remplacé par celui de Pétain, nommé président du Conseil par le président Albert Lebrun. Dans ce nouveau gouvernement, le général Weygand, commandant en chef des armées, devient ministre de la Défense nationale. Ainsi, dans la première version de l'introduction de son Appel du 18 juin, ce sont Pétain et Weygand que De Gaulle évoque comme "chefs militaires qui sont la cause du désastre", et non Édouard Daladier, le général Gamelin et lui-même.
En effet, le 18 mai le chef du gouvernement, Paul Reynaud, avait retiré le portefeuille de ministre de la Défense et de la Guerre à Édouard Daladier pour exercer lui-même ces fonctions, et nommé le général Weygand comme généralissime à la place du général Gamelin. Weygand nomme de Gaulle le 25 mai général à titre temporaire, avec effet le 1er juin, comme commandant de la 4e DCR, puis le cite de façon très élogieuse le 31 mai à l'ordre de l'armée pour son action à la bataille d'Abbeville.
Entre le 26 mai et le 2 juin, l'armée belge faisait défection, et la Grande-Bretagne décidait, sans concertation avec le commandement français, de replier son armée en rembarquant par Dunkerque la totalité de son corps expéditionnaire de 200 000 hommes, ainsi que 140 000 Français, laissant le reste de l'armée française seule face aux Allemands.
Le 6 juin, Reynaud avait nommé, contre l'avis de Pétain et Weygand, de Gaulle sous-secrétaire d'État à la Défense et à la Guerre, avec, à sa demande, mission prioritaire d'obtenir un appui militaire renforcé de Winston Churchill qu'il avait rencontré le 9. De Gaulle avait participé les 11 et 12 juin à l'ultime réunion du Conseil suprême interallié lors de la conférence de Briare,, où il avait fait forte impression sur les Britanniques et où Churchill avait tenté de convaincre le gouvernement français de continuer la guerre malgré la retraite de l'armée britannique, tandis que le général Weygand avait vainement tenté d'obtenir l’intervention des 25 escadrilles de chasse de la Royal Air Force qui avaient été promises en 1939 pour pousser la France à entrer en guerre, mais que Churchill réservait en cas d'attaque directe de l'Angleterre.
Le 16 juin, depuis Londres, de Gaulle a dicté au téléphone la note de Jean Monnet à Paul Reynaud, intitulée Anglo-French Unity, projet d'une Union franco-britannique votée le jour même par la Chambre des communes, consistant dans la fusion des armées, notamment des marines, des territoires, des colonies et du gouvernement français dans l'Empire britannique. Il fait valoir à Paul Reynaud que dans le cadre « d'un gouvernement unique franco-britannique, monsieur le président, vous […] pouvez être président du cabinet de Guerre franco-britannique ».
Le représentant de Churchill auprès du gouvernement français, le général Edward Spears, est venu en avion à Bordeaux le 17 juin pour tenter de convaincre Paul Reynaud, chef du gouvernement, et Georges Mandel, ministre de l'Intérieur, de rejoindre Londres, mais sans succès,. En effet, Reynaud avait démissionné la veille et Mandel était en attente d'embarquer à bord du paquebot Massilia avec l'intention de continuer la guerre depuis l'Afrique du Nord. Voyant qu'il n'avait aucune place dans le nouveau gouvernement Philippe Pétain, l'ex sous-secrétaire d'État à la Guerre De Gaulle décide de repartir à Londres avec son officier d'ordonnance le lieutenant Geoffroy Chodron de Courcel et profite le jour même de l'avion de Spears.
Sur les modalités du départ, les versions de Spears et de De Gaulle se contredisent,: Spears relate que De Gaulle était demandeur et qu'il a fait croire à un enlèvement,. Pour De Gaulle, la version du général Spears est de l'ordre de « récits romanesques » et, pour Geoffroy de Courcel, elle est « du plus haut comique, en même temps que tout à fait invraisemblable ». Jean Lacouture juge la version de Spears « pittoresque ».
À peine arrivé à Londres, De Gaulle reçoit l'ordre de rentrer et écrit le 20 juin au général Weygand, devenu ministre de la Guerre : « Mon général, j’ai reçu votre ordre de rentrer en France. Je me suis donc tout de suite enquis du moyen de le faire car je n’ai, bien entendu, aucune autre résolution que de servir en combattant ».

## Réception des différents appels: radio, presse, affiche

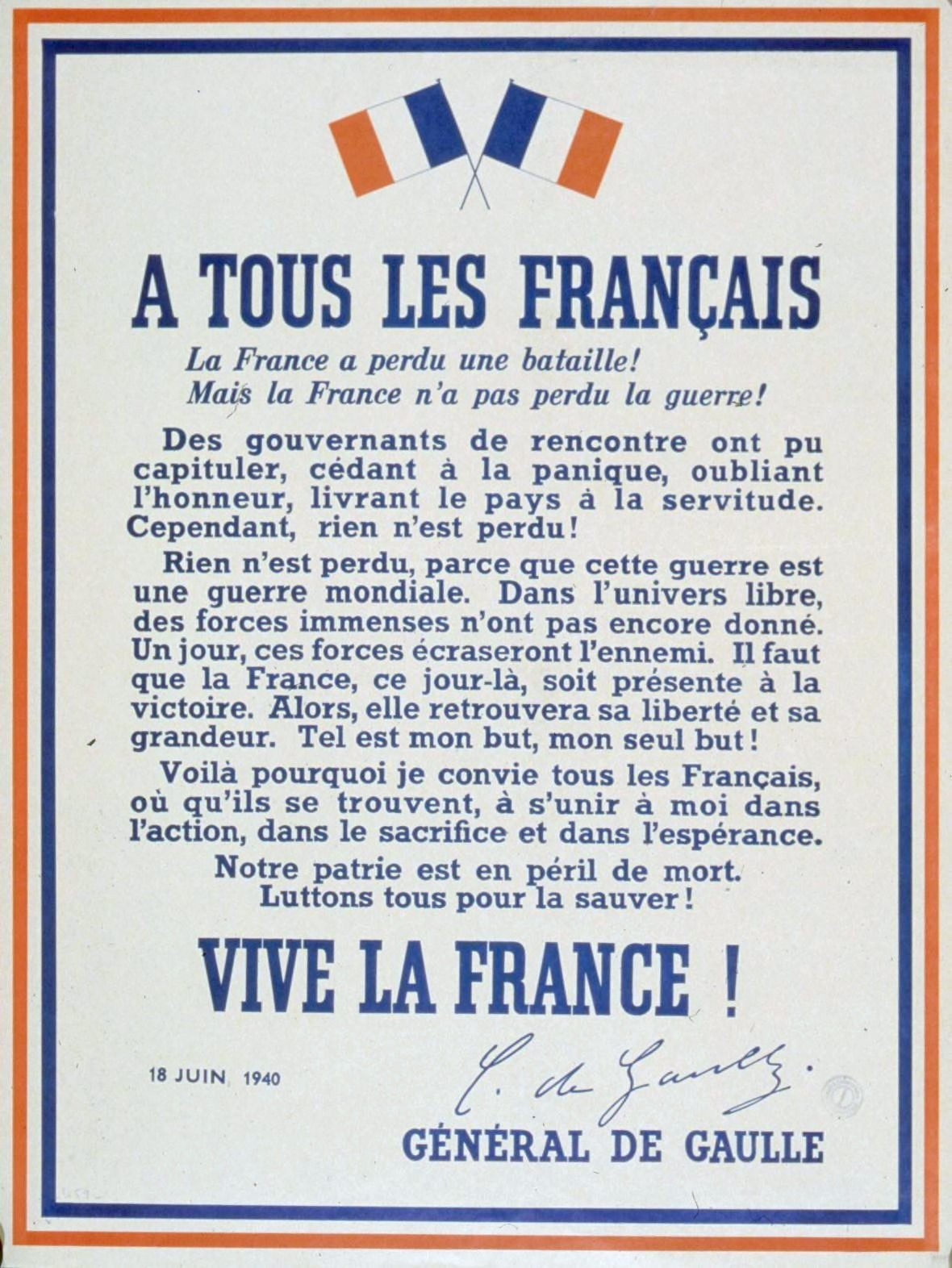
L'affiche « À tous les Français », placardée le 5 août 1940-, à ne pas confondre avec l'appel du 18 Juin.

L'affiche, rédigée au 4, Carlton Gardens à Londres, est placardée le 5 août exclusivement dans des rues de Londres.
L'appel radiophonique du 18 juin n'a été entendu que par peu de Français,,. En effet, les troupes étaient prises dans la tourmente de la débâcle, quand elles ne poursuivaient pas le combat, tout comme la population civile. Les Français réfugiés en Angleterre n’étaient pas au courant de la présence du général, et beaucoup ignoraient son existence.
Quelques hommes politiques français dirent l'avoir entendu le soir du 18 juin, comme Léon Blum, Pierre Mendès France, André Philip, Maurice Schumann ainsi que Valéry Giscard d'Estaing. Le témoignage de ce dernier est suspect pour plusieurs historiens car prononcé pour amadouer l'électorat gaulliste du RPR,.
Les plus avertis n'en entendent parler que les jours suivants par un communiqué de la version officielle, dans la presse britannique en particulier, ou par ouï-dire.
L'information est également reprise par la suite dans certains journaux français (Le Progrès, Le Petit Marseillais, en troisième page, Le Petit Provençal, en première page, dans la version prononcée à la radio qui censure deux phrases jugées trop sévères contre le Gouvernement français,,) et étrangers. Au Québec, seul le journal Le Soleil signale l'appel du général. Le journal Shen Bao, « le quotidien de Shanghai », évoque le général les 24 et 25 juin. Le Los Angeles Times, le New York Times et The Times vont aussi en parler dès le lendemain.
Ce n'est donc qu'ultérieurement, après avoir lancé d'autres appels encourageant les Français de la Métropole, de l'Empire et d'ailleurs à résister, que ce discours est notoirement connu. Par sa médiatisation, la condamnation à mort du général de Gaulle par le tribunal militaire permanent de la 13e région, siégeant à Clermont-Ferrand, le 2 août 1940 suivant, a largement contribué à le faire connaître en France ; l'information paraît ainsi en une de Paris-Soir et du Figaro.
L'appel du 18 Juin marque néanmoins le début de la France libre qui, formée uniquement de volontaires (bien qu'initialement très peu nombreux), poursuit le combat sur terre, sur mer et dans les airs auprès des Britanniques et représente, face au régime de Vichy, la France qui se bat. L'évasion la plus impressionnante fut celle de l'île de Sein au nombre de 133 pêcheurs. Le général de Gaulle vint rendre hommage à l'épopée patriotique des Sénans en 1946.

## Éléments du discours

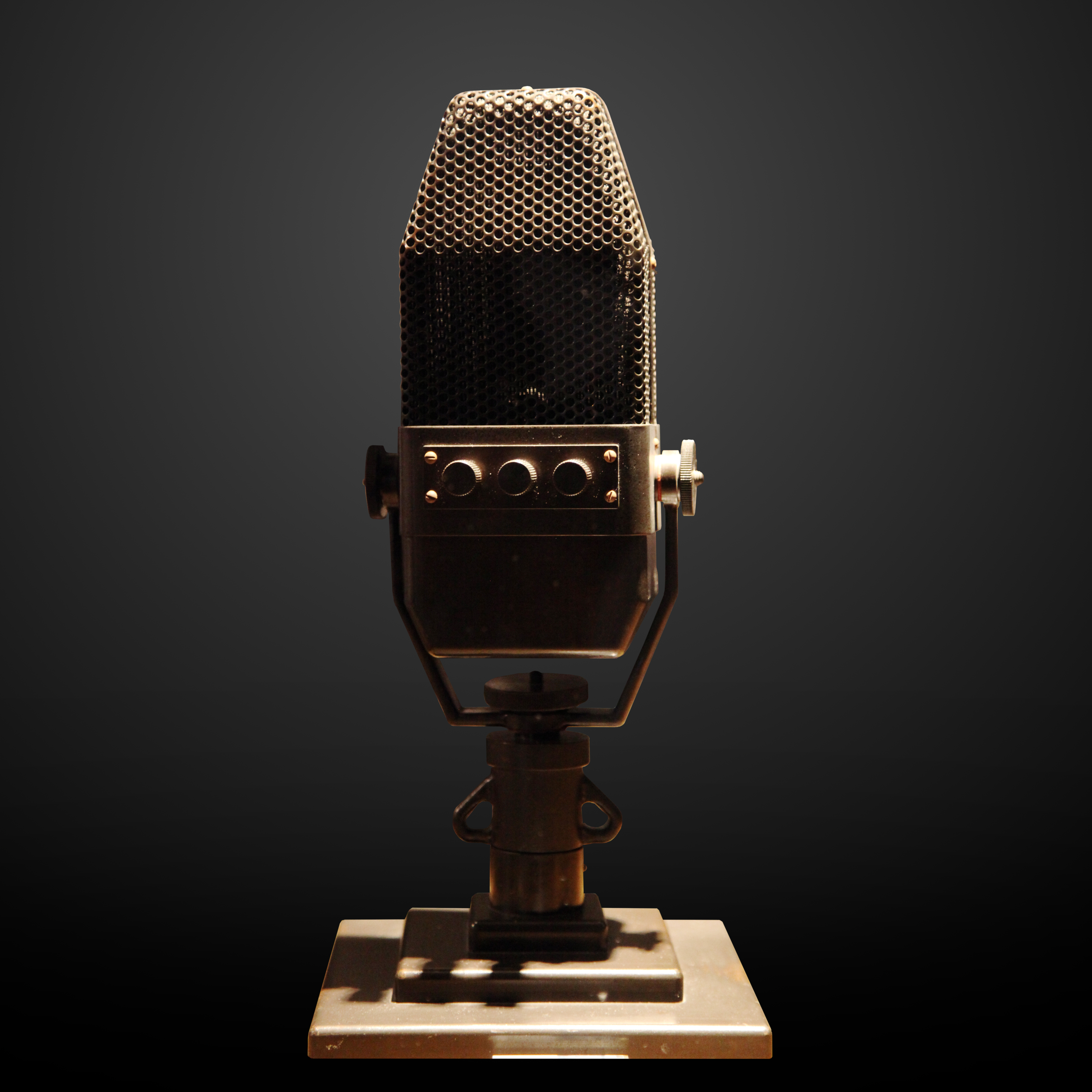
Le micro de la BBC utilisé par le général de Gaulle pour prononcer plusieurs de ses discours radiophoniques, dont l'Appel du 18 Juin.

Pour s’exprimer, Charles de Gaulle a choisi l’appel, qui fait partie des pratiques de rhétorique publique. L’appel suscite souvent l’émotion, et présente une direction à emprunter. Selon les mots du philosophe et rhétoricien Philippe-Joseph Salazar, ce genre, pour être efficace, doit « désigner le mal, choisir son moment » et « stimuler un destin, c’est-à-dire que chacun se sente personnellement face à un choix radical ». Ici, de Gaulle mobilise toutes ces composantes afin de soulever le peuple français. L’appel rejoint aussi la notion militaire de l’ordre du jour, puisqu’il pointe du doigt les actions qui doivent être entreprises, les ennemis à abattre et l’objectif à remplir. Lors de cet appel du 18 juin, le général mobilise la « propagande d’agitation », théorisée par Robert Bernier, qui selon ce dernier, vise à « faire bouger un auditoire dans une direction » avec un certain succès. À travers ce discours, il souhaite inciter les Français à ne pas accepter l'armistice, il s'engage donc dans un acte perlocutoire, théorisé par le linguiste John Langshaw Austin, qui consiste à faire faire quelque chose à quelqu'un en disant ce que l'on dit, comme énoncé dans son ouvrage Quand dire, c'est faire (1970) : soit lorsque le discours met en jeu la dimension performative du langage et que les mots, associés avec des circonstances particulières ou exceptionnelles, influent directement sur la réalité, voire la font advenir.
Charles de Gaulle rappelle le contexte des évènements, il est réaliste et présente la situation telle quelle ; procédé efficace lorsque l'on veut ensuite susciter l'espoir, selon les linguistes Jean-Michel Adam et Thierry Herman. Il utilise de nombreux procédés stylistiques, comme les répétitions, qui marquent l'implication et la volonté du général à défendre la France. Les répétitions de la phrase exclamative prononcée dans son discours (« [Car la France] n'est pas seule ! Elle n'est pas seule ! Elle n'est pas seule ») permettent de charger le discours d'émotion, d'autant plus que la radio assure une certaine dramaturgie grâce à l'écoute de la voix. Lors de ce discours, il utilise la première personne afin de se positionner en tant que leader, et reste optimiste, afin d'être la source d'une espérance. Il emploie l'anaphore, afin d'apporter un effet d'amplification à son texte, un effet de puissance qui augmente à chaque mot : « Cette guerre n'est pas limitée au territoire malheureux de notre pays. Cette guerre n'est pas tranchée par la bataille de France. Cette guerre est une guerre mondiale ».

## Construction d'un homme et d'un symbole
Au travers de cet appel, de Gaulle sera présenté par la suite comme l’élément déclencheur de l’engagement et de la résistance des Français, ce qui va contribuer à faire de lui un symbole de l’esprit résistant et de « l’honneur, [de] la raison [et de] l’intérêt national », selon ses propres mots. Par cette prise de parole publique, Charles de Gaulle savait quelle figure il allait désormais incarner, en évoquant le « rassemblement de la nation » et « l’esprit de fierté ».
L’appel du 18 juin symbolise l’« hyperparole présidentielle » du général. Il va se construire et se présenter en tant que leader; la réponse positive à ce discours légitimerait alors l’action de Charles de Gaulle. Il se fait « déjà président en parlant comme un président ». Pour Jean Lacouture, le 18 juin « n’est dans cette carrière fracassante ni un miracle ni une révolution. C’est un paroxysme ». Cet évènement va poser la première pierre de la carrière politique du général, qui y voyait lui-même une opportunité : « Et puis pourquoi ne pas le dire, il y avait l’ambition. J’étais un ambitieux politique et il y eut la rencontre de la circonstance et de l’ambition. » Il confirme alors son « entrée décisive et définitive en politique ». De Gaulle est un homme de communication, il sait et saura toujours écrire ; en tant que militaire, il connait l’utilité de la radio, et sait comment être « chef » même en politique. De Gaulle est vu comme « un animal politique ». Il dira à Gaston Palewski : « la radio, c’est une arme redoutable ». Pour de Gaulle, c'était l'outil idéal pour diffuser son message : « La première chose à faire était de hisser les couleurs. La radio s’offrait pour cela ».

## Confusions et variantes
Plusieurs précisions sont à apporter au sujet de l'appel du 18 juin 1940.
- Si le texte du 18 juin est connu, l'enregistrement original du discours lu par le Général n'a pas été conservé[b]. Les documentaires lui substituent souvent l’appel du 22 Juin, dont l'enregistrement nous est parvenu, mais sans toujours préciser qu'il ne s'agit pas de celui du 18. Si la teneur des deux textes est assez proche, dans celui du 22 juin, le général de Gaulle présente une argumentation plus solide, le jour même de l'armistice franco-allemand[3].
- Par ailleurs, l'appel du 18 Juin est très souvent confondu avec le texte de l'affiche « À tous les Français » qui fut signée au 4, Carlton Gardens à Londres, et placardée le 5 août sur les murs de Londres. L'un et l'autre textes ont été publiés en première page du no 1 du Bulletin officiel des Forces françaises libres le 15 août 1940. Il existe deux versions de l'affiche, la première version rapidement remplacée contenait des erreurs typographiques (accents manquants).
- Un notaire français, Jacques Fourmy[40], et l'historien suisse Christian Rossé, ont retrouvé les retranscriptions de l'appel réalisées par les services d'écoute de l'Armée suisse, texte authentique paru pour la première fois et retraduit en français dans la Revue Historique et Archéologique du Maine, 1990, p. 57-59. Cela constitue sans doute le seul enregistrement papier original. « Dans les archives fédérales suisses de Berne, le compte rendu du discours du général du Gaulle apparaît dans le Bulletin no 153 publié par le Gruppe Ohr (Service écoute de la division presse et radio de l'État-Major suisse) à 6 heures le 19 juin 1940, à la page 3[20]. »
- Avant le 18 juin 1940, le texte de l'appel existe déjà en plusieurs versions, la plus fidèle aux intentions du général de Gaulle datant probablement du 16 juin[11]. Le texte du 18 juin est notamment inspiré du discours prononcé par de Gaulle le 21 mai à Savigny-sur-Ardres au lendemain de la bataille de Montcornet[54].
- Le Petit Provençal publie le communiqué de la BBC à la une (colonnes 5 et 6) de son édition de Marseille du mercredi 19 juin 1940[19].
- The Times du 19 juin 1940, page 6 col.  3, et le Daily Express ne transmettent pas le texte prononcé par le général à la BBC, mais celui issu du Ministry of Information (MOI) qui deviendra l'Appel retenu par l'Histoire.
- Le général de Gaulle a en outre été filmé, le 2 juillet 1940, prononçant une version légèrement différente de son appel, pour les actualités cinématographiques[4].
- Quelques photographies du général de Gaulle lisant face à un micro de la BBC sont souvent utilisées pour illustrer l'appel du 18 Juin, mais aucune ne semble dater de ce jour-là[55].
- Il existe des divergences concernant l’heure de diffusion de l’appel. Il aurait été enregistré à 18 heures, annoncé à 20 h 15 et diffusé à 22 heures. La fondation Charles-de-Gaulle évoque les mêmes horaires. Selon le professeur d’histoire Pierrick Hervé, Charles de Gaulle se serait présenté à la BBC à 18 heures et aurait prononcé son discours peu après[56]. Selon une autre source, l’appel aurait été diffusé à 20 heures et résumé brièvement et de façon moins accusatrice à 23 heures[52].
- Une reconstitution de l'appel du 18 Juin a été produite par une intelligence artificielle en janvier 2023. Cette reconstitution est due à la collaboration entre le journal Le Monde, l'Institut de recherche et coordination acoustique/musique (Ircam) et la société technologique Ircam amplify[57].

## Mémoire

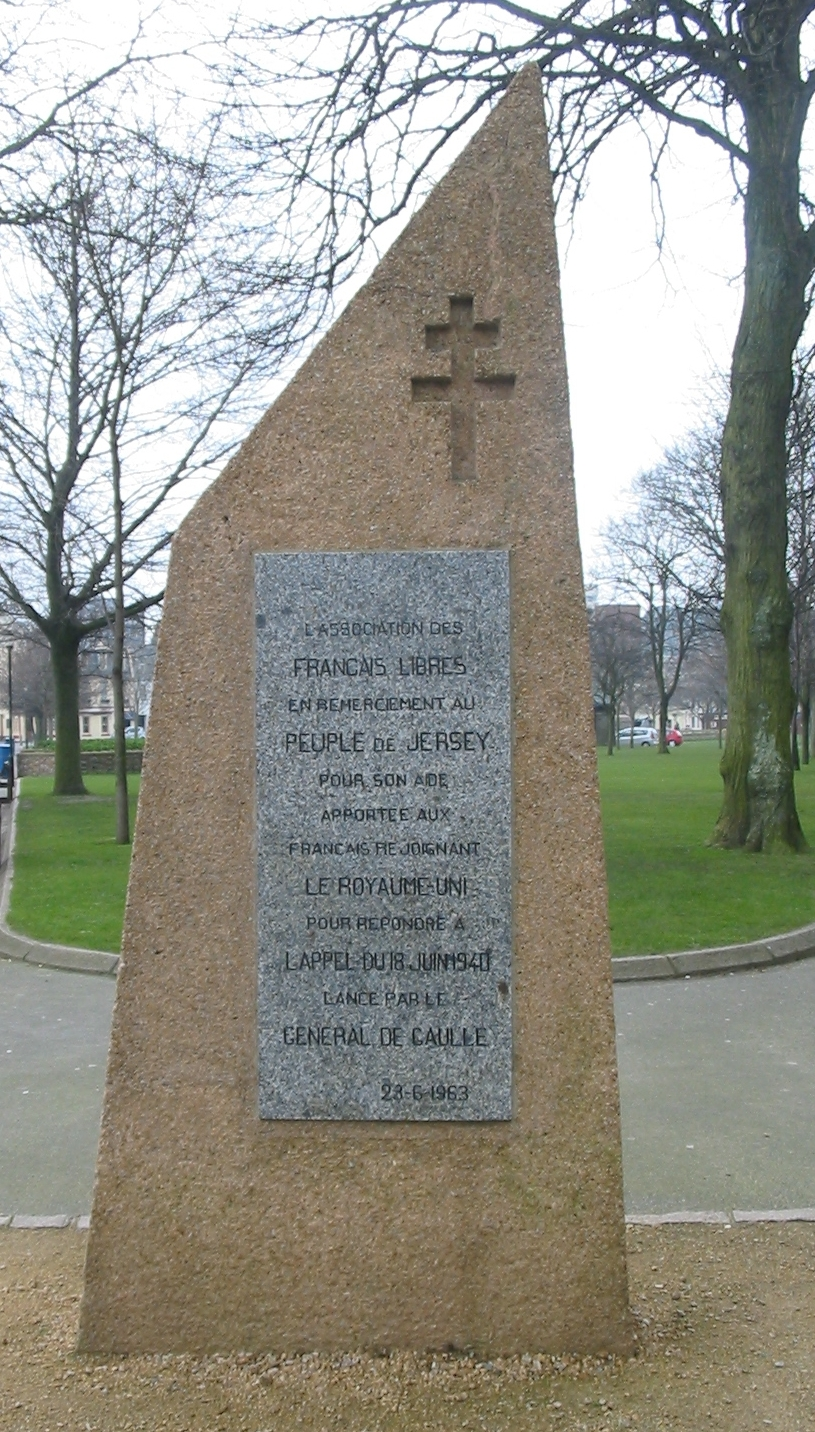
Monument élevé en 1963 à Jersey par les Français libres, remerciant les habitants de l'île pour l'aide qu'ils leur ont apportée, lorsqu'ils ont franchi la Manche pour rejoindre de Gaulle à la suite de son appel.

Jean-Louis Crémieux-Brilhac souligne que la célébration de l'appel du 18 Juin a commencé dès le 18 juin 1941 : dans un discours prononcé au Caire devant le Comité national français d'Égypte et relayé par la radio de Londres, le général de Gaulle fait coïncider son appel du 18 juin 1940 avec la naissance de « la France libre ». Le même jour, à l'appel de l'Association des Français de Grande-Bretagne, se tient une « Manifestation pour commémorer le premier appel du Général de Gaulle » au Cambridge Theatre (en) à Londres sous la présidence de l'amiral Muselier qui prononce l'allocution inaugurale, avec un discours du professeur René Cassin et une lecture de l'appel du général de Gaulle. La commémoration du 18 juin 1945, sous le nom de « Fête de la Victoire et de l'appel du 18 juin », qui associe l’Appel et la Victoire, donne lieu à un imposant défilé militaire sur les Champs-Élysées, entre l’Arc de Triomphe et la place de la Concorde,.
Le 18 juin 2005, l'appel du 18 Juin a été classé par l'Unesco sur le registre international Mémoire du monde, où sont recensés depuis 1992 les documents du patrimoine documentaire d'intérêt universel, en vue d'assurer leur protection. L'inscription, proposée conjointement par l'Institut national de l'audiovisuel (INA, France) et la BBC, concerne quatre documents considérés comme les témoignages clés de l'évènement : le manuscrit du texte de l'appel radiodiffusé du 18 Juin, l'enregistrement radiophonique de l'appel du 22 juin, le manuscrit de l'affiche « À tous les Français » du 3 août et l'affiche elle-même. L'exactitude du dossier remis à l'Unesco à cette occasion est néanmoins contestée par l'historien François Delpla.
Le 10 mars 2006, à l'initiative de la Fondation de la France libre, le « 18 Juin » a été institué par décret journée nationale non chômée « commémorative de l'appel historique du général de Gaulle à refuser la défaite et à poursuivre le combat contre l'ennemi ». Cette journée rend hommage à « l'ensemble des résistants français, c'est-à-dire tous ceux qui ont refusé la défaite et continué à se battre, que cela soit dans les Forces françaises libres, à la tête d'un journal clandestin, sur les bancs de l'Assemblée consultative provisoire d'Alger ou dans un maquis ».
Plusieurs timbres commémoratifs ont été émis par La Poste :
- un timbre de 20 centimes, pour le vingtième anniversaire, émis le 20 juin 1960 ;
- un timbre en 1964[65] ;
- un timbre pour le cinquantième anniversaire, émis en 1990[66],[67] ;
- un timbre pour le soixante-dixième anniversaire, émis en 2010[68].

De même, plusieurs pièces commémoratives ont été frappées par la Monnaie de Paris :
- des pièces de 500 francs (en or) et de 100 francs (en argent), en 1994[69] ;
- une pièce de 2 euros française, pour le soixante-dixième anniversaire, en 2010[70].

Le 6 juin 2025, la famille de Gaulle annonce remettre à l'État français le manuscrit de l'Appel du 18 Juin.

## Reprises, parodies, pastiches, inspirations
- Le Mouvement du 22 Mars diffuse une parodie de l'appel en 1968.
- L'Appel du 18 joint est un manifeste publié en 1976, appelant à la légalisation du cannabis, dont le titre est un jeu de mots entre « juin » et « joint ».